# Île Mansel
Pour les articles homonymes, voir Mansel.
L'île Mansel (Pujjunaq en inuktitut) est une île inhabitée de l'archipel arctique canadien située dans la région de Qikiqtaaluk au Nunavut au Canada dans le baie d'Hudson au large de la péninsule d'Ungava du Québec. Avec sa superficie de 3 180 km2, elle est la 159e plus grande île au monde et la 28e plus grande au Canada. Elle abrite une réserve de caribous. Elle a été nommée en 1613 par sir Thomas Button en l'honneur du vice-amiral Robert Mansell.